# 허비 - 돌아오다
《허비 - 돌아오다》(영어: Herbie Rides Again)는 미국에서 제작된 로버트 스티븐슨 감독의 1974년 코미디 영화이다. 《러브 버그》(1968)의 속편이다. 헬렌 헤이스 등이 출연하였고, 빌 월시가 각본을 쓰고 제작하였다.
방영명은 마법의 자동차이다.
《허비 - 몬테카를로에 가다》(1977)로 이어진다.

## 출연
- 헬렌 헤이스
- 켄 베리
- 스테퍼니 파워스
- 존 매킨타이어
- 키넌 윈
- 헌츠 홀
- 비토 스코티
- 리엄 던
- 일레인 더브라이
- 척 매캔
- 리처드 X. 슬래터리
- 돈 페이드로 콜리
- 래리 J. 블레이크
- 잭 매닝
- 핼 베일러
- 허브 바이그런
- 존 마이어스
- 존 스티븐슨
- 레이먼드 베일리
- 아서 스페이스
- 존 허버드
- 프리츠 펠드
- 앨비 무어
- 존 저렘바
- 핼 윌리엄스

## 기타 제작진
- 미술: 존 B. 맨스브리지, 월터 H. 타일러
- 의상: 척 킨, 에밀리 선드비
- 세트: 핼 가우즈먼
- 특수 효과: 대니 리